# 雷费尔德
雷费尔德（德語：Rehfelde）是德国勃兰登堡州的市镇，隶属于梅尔基施-奥得兰县。总面积为46.51平方千米，截至2023年12月31日总人口为5,376人。